# Totemska imena
Totemska imena družin ali rodov lahko opredelimo kot ena izmed najstarejših vrst poimenovanj, ki so nastajala že v času rodovne in plemenske družbene ureditve. Kaj totem je? Tako se opredeli žival ali rastlino, za katero so prvotna ljudstva verovala, da je z določenim plemenom v sorodstveni zvezi.
To je bil čas, ko se je večina prebivalstva ukvarjala z lovom in ribolovom, ljudje pa so bili tesno povezani z naravo.
Poseben odnos so imeli do živali, še zlasti do nevarnih zveri (medvedov, volkov, risov, mačk), rogatih rastlinojedih živali (tura, jelena, ovna in kozla) zaradi njihove moči in upornosti,  ptic roparic (orla, sokola in kanje), ptic pevk (slavca, kosa, ščinkavca), ptic z lepim perjem, plazilcev, vodnih živali ter insektov (ose, sršeni, mravlje, žuželke), itd. Prehod od lova živali k njihovemu gojenju je prinesel prvo delitev družbe, tako nastopijo gojitelji goveda, konj, drobnice in podobno kot za divje živali se ime prenaša na gojitelje, npr; konj v priimek- Konjar, govedi v priimek- Govednik, koz v priimek- Kozel, itd.
Pred vhodom bivališča rodovnega poglavarja je običajno stal steber s totemi. Na njem so bile te živali - njihove kože, rogovi, repi, peresa, kljuni, lobanje ali pa v les vrezane podobe živali, ki so si jih izbrali za svoj totem. Pri tem je bila važna značilnost, ki so jo na živali najbolj cenili; moč, hitrost, hrabrost, zvitost, vztrajnost, gibčnost, sposobnost skrivanja, oster vid, vonj, sluh, lepoto, močan glas, lepo petje itd.
Najprej so si totem izdelali posamezniki, nato pa je prešel preko totema poglavarja na celoten rod in pleme, po tem totemu pa je dobil ime cel rod. Člani rodu so prevzeli ime, kasneje pa je to ime prešlo v osebno ime posameznika, takšna so ohranjena imena - priimki pri Slovencih, kot sledi:

## B
- brglez (ptič)
  - Brglez,

## C
- cipa (ptica)
  - Cipar

## Č
- čaplja (ptica)
  - Čapelj,
- čebela
  - Čebela,
- čižek (ptič)
  - Čižek,
- čuk (ptič)
  - Čuk (priimek),

## D
- detel (ptič)
  - Detela,
- drozg (ptič)
  - Drozg,
- dular (ptič)
  - Dular,

## G
- galeb (ptič)
  - Galeb,
- golob (ptič)
  - Golob (priimek),
- govedo
  - Govednik, Govekar,
- grilček (ptič)
  - Grilc,
- griva (konjska)
  - Grivar, Grivšek, Grivšak,
- gruj (morska riba)
  - Grujar, Grujer,

## J
- jazbec
  - Jazbec, Jazbinšek,
- jelen
  - Jelen (priimek), Jelenc,
- jerebica (ptica)
  - Jereb,
- jež
  - Jež

## K
- kačar (ptič)
  - Kačar,
- kalin (ptič)
  - Kalin, Kalinšek,
- kanja (ptica)
  - Kanjavc, Kanjevc,
- kapelj (riba)
  - Kapelj, Kapel,
- kljun
  - Klun,
- kokoš (ptica)
  - Kokošinek,
- komar
  - Komar,
- konj
  - Konjar,
- komatar (ptič)
  - Komatar,
- kos (ptič)
  - Kos (priimek), Koselj,
- koza
  - Kozel, Kozjak, Kozlevčar,
- krap (sladkovodna riba)
  - Krapež, Krapec, Krapovc,
- krempelj (del noge živali)
  - Krempelj, Krempel, Kremplovec,
- krivokljun (ptič)
  - Krivoklun,
- krt (vrsta rovke)
  - Krt,
- kukavica (ptica)
  - Kukovec,
- kuna
  - Kunej,
- kunc
  - Kunc,
- kuščar (plazilec)
  - Kuščar (priimek),

## L
- lisica
  - Lisica, Lisičnik,
- lisjak
  - Lisjak,
- lišček (ptič)
  - Lišček, Liščak,
- lužina (morska riba)
  - Lužinek,

## M
- maček
  - Maček,
- medved
  - Medved, Medvešek,
- merjasec
  - Merjasec,
- miš (glodavec)
  - Miš
- mravlja
  - Mravlja, Mravlje,
- muhar- ˙(ptič)
  - Muhar,
- murn (insekt)
  - Murn (priimek), Murenšek, Murenšak

## O
- orel
  - Orel (priimek, Orličnik, Orlačnik
- osa
  - Osan, Osana
- oven
  - Oven, Ovniček

## P
- paliska (ptica s Krasa,-izumrla po 2. svetovni vojni)
  - Paliska,
- pajk (členonožec)
  - Pajk,
- pegamka (ptica)
  - Pegam,
- pelikan (ptič)
  - Pelikan,
- petelin
  - Petelin, Petelinkar, Petelinšek,
- pevka (ptica)
  - Pevec,
- pisanica (morska riba)
  - Pisanec,
- piškur (riba)
  - Piškur,
- plavček (ptič)
  - Plavc, Plavčak,
- plevica (ptica)
  - Plevčak,
- prašič
  - Prašiček,
- prepelica (ptica)
  - Prepeluh,
- priba (ptica)
  - Pribac, Pribec,
- prosnik (ptič)
  - Prosnik, Prosnikar,

## R
- rak (potočni)
  - Rak, Rakuša, Rakovec,
- rega (žaba-dvoživka)
  - Regovc, Regovec,
- repnik (ptič)
  - Repnik, Repanšek, Repovšek,
- riba-
  - Ribič,
- rogač (hrošč)
  - Rogač

## S
- senčarica (ptica)
  - Senčar,
- sinica (ptica)
  - Sinica,
- skobec (ptič)
  - Skoberne,
- skuša (morska riba)
  - Skušek,
- slavec (ptič)
  - Slavec,
- sloka (ptica)
  - Slokar,
- sokol (ptič)
  - Sokol,
- sova (ptica)
  - Sova, Sovan,
- sraka (ptica)
  - Sraka, Srakar
- sršen (insekt)
  - Sršen,
- strnad (ptič)
  - Strnad (priimek),
- stržek (ptič)
  - Strgar,

## Š
- škorc (ptič)
  - Škorc, Škorjak,
- škrjanec (ptič)
  - Škrjanec,
- šoja (ptica)
  - Šojer,
- špar (morska riba)
  - Špar
- štirjun (morska riba)

## T
- trstnica (ptica)
  - Trstnik, Trstnikelj,
- tukalica (ptica)
  - Tukal,
- tuna (morska riba)
  - Tun, Tunšek, Thun,

## U
- uharica (ptica)
  - Uhar,
- uš (insekt)
  - Ušaj, Ušenik

## V
- vahnja (morska riba)
  - Vahnik,
- vidra (zver)
  - Vidregar,
- vodomec (ptič)
  - Vodomšek, Vodomšak,
- vol (rezan bik)
  - Volavc, Volavšek,
- vrabec (ptič)
  - Vrabec,
- vrana (ptica)
  - Vrana, Vranjek, Vranšek, Vranjak,
- zlata vuga (ptica)
  - Vuga,

## Z
- zajc (zajec)
  - Zajc,
- zelen (ptič)
  - Zelenšek,
- zver (zverina)
  - Zver (priimek)

## Ž
- žaba
  - Žabar,
- žerjav (ptica)
  - Žerjavec,
- žličarka
  - Žličar,
- žužek (žuželka)
  - Žužek, Žužej, Žuža , Žižek,